# Ку-Ро
Тип 3 «Ку-Ро» (яп. 特三号戦車 クロ, также известный как «Со-Ра») — японский лёгкий авиадесантный танк, разработанный на базе лёгкого танка Ке-Ни в 1943—1944 годах.

## История создания
Осенью 1943 года ВДВ Императорской армии Японии сформировали 1-й отряд планерных танков. До создания 1-го планерного отряда единственной мощной поддержкой, доступной для воздушно-десантной пехоты Японии, был Kokusai Ku-8. Этот военный планер мог перевозить 75-мм горное орудие Тип 94, но этому орудию не хватало мобильности и противотанковых возможностей, необходимых японским парашютистам. Решением этой проблемы была разработка переносного легкого танка-планера, но существующий планер Ku-8 не был способен выдержать вес машины размером с танк. Таким образом, с 1943 по 1944 год штаб армейской авиации и Технологический институт 4-й армии совместно работали над новой концепцией для выполнения роли летающего танка. Небольшой танк, который можно буксировать на планере, а затем отпустить и спланировать вниз на поле боя вместе с десантниками. После приземления танк отделял крылья и затем был способен оказывать броневую поддержку пехоте. Вместо использования существующего танка или планера было решено разработать новый танк с новым планером. Работы по разработке планера были поручены компании Maeda Iron Works, а проектирование и строительство прототипа — компании Mitsubishi.

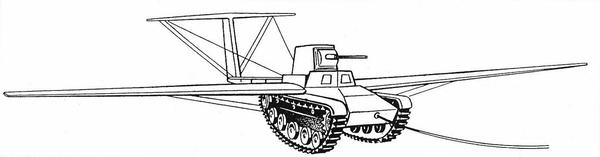
Ку-Ро

Был построен 1 протип и полноразмерный макет, но к 1945 году проект был закрыт. Закрытие проекта было вызвано рядом технических проблем, связанных с плохой маневренностью планера и большой нагрузкой на танк, а также меняющимся характером войны со стороны Японии. К 1944 году Тихоокеанская война для Японии шла плохо. Японцы потеряли господство в воздухе перед ВВС США, и вероятность того, что любой крупный японский самолет, буксирующий планер, будет перехвачен и сбит, была крайне высока и означала не только потерю самолета, но и танка. Как и в случае со многими проектами инновационного оружия, запущенными Японией в последние годы войны, производство не могло продвинуться дальше стадии прототипа из-за нехватки материалов и потери промышленной инфраструктуры Японии в результате бомбардировки Японии союзниками. Дальнейшая судьба единственного построенного прототипа остаётся неизвестной.

## Описание конструкции

### Броневой корпус и башня
Компания Mitsubishi создала танк на базе своего лёгкого танка Tип 98 Ке-Ни. Вес уменьшен с 7,2 тонны до 2,9 тонны, а экипаж — с 3 до 2 человек. Был построен единственный прототип, получивший название «Легкий танк Особый номер 3 Ку-Ро». Командир сидел в башне и одновременно выполнял функции наводчика и заряжающего. Место водителя располагалось в шасси. Башня находилась в задней части танка.

### Вооружение
Танк оснащался 37-мм танковой пушкой Tип 100, такую же, как у Ке-Ни. Спаренного или монтируемого на корпусе пулемета не было. Вместо 37-мм орудия танка также планировалось установить либо огнемет, либо 7,7-мм пулемет Тип 97.

### Двигатель и трансмиссия
Ку-Ро оснащался бензиновым двигателем воздушного охлаждения мощностью 90 л.с. и трансмиссией механического типа.

### Ходовая часть
Ходовая часть танка состояла из десяти опорных катков малого диаметра, четырёх поддерживающих роликов, двух передних ведущих и двух задних направляющих колёс.

### Планер Maeda Ku-6
Планер, разработанный для Ку-Ро, представлял собой Maeda Ku-6 — двухбалочный планер массой 700 кг, специально разработанный для этого танка. При установке на танк, планер Ku-6 имел размах крыла 22 м, длину 12,8 м, а танк общую массу в 4,2 тонны. Планер предназначался для буксировки за средним бомбардировщиком Mitsubishi Ki-21. Гусеницы танка не соответствовали скорости взлета и посадки Ki-21, а поскольку взлет и посадка вызывали большой ущерб от трения гусениц, пара съемных лыж была сделана частью планера. Планер после пуска и посадки мог быстро разбираться и сниматься с танка Ку-Ро.